# Drepanium circinale
Drepanium circinale là một loài Rêu trong họ Hypnaceae. Loài này được (Hook.) G. Roth mô tả khoa học đầu tiên năm 1904.